# Coupe du monde de tir à l'arc de 2009
Navigation
Édition précédente Édition suivante
La coupe du monde de tir à l'arc de 2009 est la quatrième édition annuelle de la coupe du monde organisée par la World Archery Federation (WA). Elle regroupe des compétitions individuelles et par équipes dans les catégories d'arc classique et arc à poulies.
Pour la première fois, cette édition accueille les épreuves par équipes mixte dans les deux catégories d'arcs (classique et à poulies). Une équipe mixte est composée d'un homme et d'une femme du même pays et de la même catégorie d'arc. Cette épreuve est disputée en finale mais ne permet pas de remporter des médailles.
Quatre compétitions de qualification ont eu lieu entre mars et août pour chacune des catégories et les meilleurs archers sont qualifiés pour les finales fin septembre au Danemark au bord du Nyhavn à Copenhague. Toutes les épreuves se déroulent en extérieur avec des cibles se situant à 70 m pour l'arc classique et 50 m pour l'arc à poulies. Le format des épreuves reste identique au tir à l'arc aux Jeux olympiques pour l'arc classique.

## Calendrier
| Étape  | Date                       | Lieu                 |
| ------ | -------------------------- | -------------------- |
| 1re    | du 31 mars au 5 avril 2009 | Saint-Domingue (DOM) |
| 2e     | du 4 au 9 mai 2009         | Poreč (CRO)          |
| 3e     | du 2 au 7 juin 2009        | Antalya (TUR)        |
| 4e     | du 4 au 9 août 2009        | Shanghai (CHN)       |
| Finale | 26 septembre 2009          | Copenhague (DEN)     |

## Résultats des étapes qualificatives
Voici le classement des archers pour les différentes étapes de qualifications dans toutes les épreuves,,.

### Classique masculin
| Lieu           | Or                     | Argent               | Bronze                       |
| -------------- | ---------------------- | -------------------- | ---------------------------- |
| Saint-Domingue | Romain Girouille (FRA) | Crispin Duenas (CAN) | Simon Terry (GBR)            |
| Poreč          | Jayanta Talukdar (IND) | Marco Galiazzo (ITA) | Jean-Charles Valladont (FRA) |
| Antalya        | Simon Terry (GBR)      | Thomas Aubert (FRA)  | Jayanta Talukdar (IND)       |
| Shanghai       | Chen Wenyuan (CHN)     | Oh Jin-hyek (KOR)    | Im Dong-hyun (KOR)           |

### Classique féminin
| Lieu           | Or                    | Argent                    | Bronze                |
| -------------- | --------------------- | ------------------------- | --------------------- |
| Saint-Domingue | Natalia Valeeva (ITA) | Alison Williamson (GBR)   | Dola Banerjee (IND)   |
| Poreč          | Zhao Ling (CHN)       | Pia Carmen Lionetti (ITA) | Susanne Possner (GER) |
| Antalya        | Kwak Ye-ji (KOR)      | Yun Ok-hee (KOR)          | Joo Hyun-jung (KOR)   |
| Shanghai       | Yun Ok-hee (KOR)      | Bérengère Schuh (FRA)     | Kwak Ye-ji (KOR)      |

### Poulies masculin
| Lieu           | Or                       | Argent                   | Bronze                |
| -------------- | ------------------------ | ------------------------ | --------------------- |
| Saint-Domingue | Braden Gellenthien (USA) | Patrizio Hofer (SUI)     | Peter Elzinga (NED)   |
| Poreč          | Sergio Pagni (ITA)       | Jorge Jimenez (ESA)      | Paul Titscher (GER)   |
| Antalya        | Dominique Genet (FRA)    | Braden Gellenthien (USA) | Patrick Coghlan (AUS) |
| Shanghai       | Sergio Pagni (ITA)       | Jorge Jimenez (ESA)      | Patrizio Hofer (SUI)  |

### Poulies féminin
| Lieu           | Or                     | Argent                    | Bronze                |
| -------------- | ---------------------- | ------------------------- | --------------------- |
| Saint-Domingue | Brittany Lorenti (USA) | Jamie Van Natta (USA)     | Diane Watson (USA)    |
| Poreč          | Nicky Hunt (GBR)       | Ivana Buden (CRO)         | Andrea Weihe (GER)    |
| Antalya        | Luzmary Guedez (VEN)   | Olga Bosch (VEN)          | Camilla Soemod (DEN)  |
| Shanghai       | Camilla Soemod (DEN)   | Anastasia Anastasio (ITA) | Albina Loginova (RUS) |

### Classique masculin par équipes
| Lieu           | Or                                                        | Argent                                                           | Bronze                                                          |
| -------------- | --------------------------------------------------------- | ---------------------------------------------------------------- | --------------------------------------------------------------- |
| Saint-Domingue | Inde Rahul Banerjee Mangal Singh Champia Jayanta Talukdar | Royaume-Uni Larry Godfrey Simon Terry Alan Wills                 | États-Unis Brady Ellison Richard Johnson Jacob Wukie            |
| Poreč          | Inde Rahul Banerjee Mangal Singh Champia Jayanta Talukdar | Russie Baïr Badionov Aleksei Nikolaev (ru) Baljinima Tsyrempilov | Italie Marco Galiazzo Luca Melotto Amedeo Tonelli               |
| Antalya        | Corée du Sud Im Dong-hyun Lee Chang-hwan Oh Jin-hyek      | Inde Rahul Banerjee Mangal Singh Champia Jayanta Talukdar        | Malaisie Cheng Chu Sian Khalmizam Wan Zulkifli Tahil Mohd       |
| Shanghai       | Corée du Sud Im Dong-hyun Lee Chang-hwan Oh Jin-hyek      | France Thomas Aubert Romain Girouille Jean-Charles Valladont     | Mexique David Marin Coello Juan René Serrano Luis Eduardo Velez |

### Classique féminin par équipes
| Lieu           | Or                                                  | Argent                                                         | Bronze                                                     |
| -------------- | --------------------------------------------------- | -------------------------------------------------------------- | ---------------------------------------------------------- |
| Saint-Domingue | Italie Jessica Tomasi Elena Tonetta Natalia Valeeva | Pologne Karina Lipiarska Justyna Mospinek Wioleta Myszor       | Royaume-Uni Charlotte Burgess Amy Oliver Alison Williamson |
| Poreč          | Chine Chen Yeqing Zhao Ling Zhu Jiani               | France Cyrielle Delamare Sophie Dodémont Bérengère Schuh       | Ukraine Victoriya Koval Olena Kushniruk Yulia Lobzhenidze  |
| Antalya        | Corée du Sud Joo Hyun-jung Kwak Ye-ji Yun Ok-hee    | Russie Natalya Erdyniyeva Ekaterina Kharkhanova Inna Stepanova | Inde Dola Banerjee Rimil Buriuly Laishram Bombayla Devi    |
| Shanghai       | Corée du Sud Joo Hyun-jung Kwak Ye-ji Yun Ok-hee    | Russie Natalya Erdyniyeva Ekaterina Kharkhanova Inna Stepanova | Italie Pia Carmen Lionetti Elena Tonetta Natalia Valeeva   |

### Classique mixte par équipes
| Lieu           | Or                                    | Argent                                     | Bronze                                          |
| -------------- | ------------------------------------- | ------------------------------------------ | ----------------------------------------------- |
| Saint-Domingue | Chine Chen Wenyuan Zhao Ling          | Pologne Rafal Dobrowokski Justyna Mospinek | France Romain Girouille Bérengère Schuh         |
| Poreč          | Italie Marco Galiazzo Natalia Valeeva | Pologne Rafal Dobrowokski Justyna Mospinek | Chine Chen Wenyuan Zhao Ling                    |
| Antalya        | Chine Chen Wenyuan Ouyang Ruyu        | Corée du Sud Im Dong-hyun Yun Ok-hee       | Russie Natalya Erdyniyeva Baljinima Tsyrempilov |
| Shanghai       | Corée du Sud Oh Jin-hyek Yun Ok-hee   | Chine Chen Wenyuan Zhao Ling               | France Romain Girouille Bérengère Schuh         |

### Poulies masculin par équipes
| Lieu           | Or                                                  | Argent                                                       | Bronze                                                       |
| -------------- | --------------------------------------------------- | ------------------------------------------------------------ | ------------------------------------------------------------ |
| Saint-Domingue | États-Unis Braden Gellenthien Logan Wilde Reo Wilde | Canada Benny Parenteau Kevin Tataryn Dietmar Trillus         | Salvador Rigoberto Hernandez Roberto Hernández Jorge Jimenez |
| Poreč          | Suède Magnus Carlsson Morgan Lundin Anders Malm     | Italie Alessandro Lodetti Sergio Pagni Antonio Tosco         | Danemark Martin Damsbo Kasper Hovgaard Torben Johannesen     |
| Antalya        | Pays-Bas Peter Elzinga Rob Polman Fred Van Zutphen  | Suède Magnus Carlsson Morgan Lundin Anders Malm              | Canada Nathan Cameron Kevin Tataryn Dietmar Trillus          |
| Shanghai       | Mexique Hafid Jaime Ruben Ochoa Eduardo Villasenor  | Nouvelle-Zélande Stephen Clifton Shaun Teasdale Tony Waddick | Afrique du Sud Nico Benade Seppie Cilliers Wesley Gates      |

### Poulies féminin par équipes
| Lieu           | Or                                                             | Argent                                                             | Bronze                                                |
| -------------- | -------------------------------------------------------------- | ------------------------------------------------------------------ | ----------------------------------------------------- |
| Saint-Domingue | États-Unis Brittany Lorenti Jamie Van Natta Diane Watson       | Mexique Esther Judith Gonzalez Almendra Ochoa Linda Ochoa          | Inde Bheigyabati Chanu Jhano Hansdah Manjudha Soy     |
| Poreč          | Russie Viktoria Balzhanova Sofia Goncharova Albina Loginova    | Allemagne Ricarda Mayer Melanie Mikala Andrea Weihe                | Pays-Bas Inge Enthoven Wilma Heijnen Irina Markovic   |
| Antalya        | Nouvelle-Zélande Linda Lainchbury Mandy McGregor Anne Mitchell | Grèce Angeliki Giannopoulou Aikaterini Orfanidou Maria Tsavachidou | Australie Rebecca Darby Madelein Ferris Fiona Hyde    |
| Shanghai       | Russie Viktoria Balzhanova Sofia Goncharova Albina Loginova    | Mexique Ana Del Milagro Crisanto Almendra Ochoa Linda Ochoa        | France Valérie Fabre Pascale Lebecque Françoise Volle |

### Poulies mixte par équipes
| Lieu           | Or                                      | Argent                                        | Bronze                                        |
| -------------- | --------------------------------------- | --------------------------------------------- | --------------------------------------------- |
| Saint-Domingue | Danemark Martin Damsbo Camilla Soemod   | Mexique Linda Ochoa Ruben Ochoa               | États-Unis Braden Gellenthien Jamie Van Natta |
| Poreč          | Italie Anastasia Anastasio Sergio Pagni | États-Unis Braden Gellenthien Jamie Van Natta | France Joanna Chessé Pierre Julien Deloche    |
| Antalya        | Italie Eugenia Salvi Sergio Pagni       | Australie Patrick Coghlan Fiona Hyde          | Royaume-Uni Duncan Busby Nicky Hunt           |
| Shanghai       | Danemark Martin Damsbo Camilla Soemod   | Mexique Linda Ochoa Ruben Ochoa               | Italie Eugenia Salvi Sergio Pagni             |

## La finale
En finale, seules les épreuves individuelles et mixtes sont disputées.

### Qualification des archers
À la fin des étapes de qualifications, les 4 meilleurs archers les mieux classés des quatre étapes dans chaque catégorie seront sélectionnés pour participer à la finale. Cependant, il existe une limite de deux archers du même pays dans chaque catégorie.
Pour les épreuves mixtes, la meilleure équipe des qualifications disputera la finale contre l'équipe du pays organisateur de la finale. Dans le cas où la première équipe et celle du pays organisateur, c'est la seconde équipe qui sera sélectionnée.
| Rang | Nom              | Points |
| ---- | ---------------- | ------ |
| 1    | Jayanta Talukdar | 45     |
| 1    | Simon Terry      | 43     |
| 3    | Romain Girouille | 36     |
| 3    | Marco Galiazzo   | 36     |
| 5    | Oh Jin-hyek      | 34     |
| 6    | Cheng Chu Sian   | 27     |
| 7    | Baïr Badionov    | 26     |
| 8    | Crispin Duenas   | 25     |
| 8    | Chen Wenyuan     | 25     |
| 10   | Brady Ellison    | 23     |

| Rang | Nom                 | Points |
| ---- | ------------------- | ------ |
| 1    | Bérengère Schuh     | 49     |
| 2    | Yun Ok-hee          | 46     |
| 3    | Kwak Ye-ji          | 43     |
| 4    | Zhao Ling           | 40     |
| 5    | Natalia Valeeva     | 36     |
| 6    | Joo Hyun-jung       | 31     |
| 7    | Pia Carmen Lionetti | 29     |
| 7    | Alison Williamson   | 21     |
| 9    | Elena Tonetta       | 20     |
| 10   | Dola Banerjee       | 18     |
| 10   | Susanne Possner     | 18     |

| Rang | Nom                | Points |
| ---- | ------------------ | ------ |
| 1    | Sergio Pagni       | 50     |
| 2    | Braden Gellenthien | 46     |
| 3    | Jorge Jimenez      | 42     |
| 4    | Patrizio Hofer     | 39     |
| 5    | Peter Elzinga      | 35     |
| 5    | Dietmar Trillus    | 35     |
| 7    | Patrick Coghlan    | 34     |
| 8    | Martin Damsbo      | 30     |
| 9    | Sébastien Brasseur | 26     |
| 10   | Dominique Genet    | 25     |

| Rang | Nom                 | Points |
| ---- | ------------------- | ------ |
| 1    | Nicky Hunt          | 51     |
| 2    | Camilla Soemod      | 50     |
| 3    | Ivana Buden         | 49     |
| 4    | Luzmary Guedez      | 49     |
| 5    | Olga Bosch          | 49     |
| 6    | Anastasia Anastasio | 48     |
| 7    | Albina Loginova     | 39     |
| 7    | Jamie Van Natta     | 39     |
| 9    | Brittany Lorenti    | 25     |
| 10   | Eugenia Salvi       | 24     |

| Rang | Pays         | Points |
| ---- | ------------ | ------ |
| 1    | Chine        | 34     |
| 2    | Italie       | 32     |
| 3    | Corée du Sud | 28     |
| 4    | Pologne      | 24     |
| 4    | Inde         | 24     |

| Rang | Pays       | Points |
| ---- | ---------- | ------ |
| 1    | Italie     | 42     |
| 2    | Danemark   | 40     |
| 3    | États-Unis | 30     |
| 4    | Mexique    | 24     |
| 5    | Australie  | 12     |

### Classique masculin
|  | Demi-finales             | Demi-finales             |                        |     | Finale                   | Finale                   |
|  | Demi-finales             | Demi-finales             |                        |     | Finale                   | Finale                   |
|  |                          |                          |                        |     |                          |                          |
|  | 26 septembre, Copenhague | 26 septembre, Copenhague |                        |     | 26 septembre, Copenhague | 26 septembre, Copenhague |
|  | 26 septembre, Copenhague | 26 septembre, Copenhague |                        |     | 26 septembre, Copenhague | 26 septembre, Copenhague |
|  | Jayanta Talukdar         | 103                      |                        |     | 26 septembre, Copenhague | 26 septembre, Copenhague |
|  | Jayanta Talukdar         | 103                      |                        |     | 26 septembre, Copenhague | 26 septembre, Copenhague |
|  | Marco Galiazzo           | 111                      |                        |     | 26 septembre, Copenhague | 26 septembre, Copenhague |
|  | Marco Galiazzo           | 111                      | Marco Galiazzo         | 108 |                          |                          |
|  | 26 septembre, Copenhague |                          | Marco Galiazzo         | 108 |                          |                          |
|  |                          | Simon Terry              | 105                    |     |                          |                          |
|  | Romain Girouille         | Simon Terry              | 105                    | 108 |                          |                          |
|  | Romain Girouille         |                          |                        | 108 |                          |                          |
|  | Simon Terry              | 112                      |                        |     |                          |                          |
|  | Simon Terry              | 112                      | Match pour la 3e place |     |                          |                          |
|  |                          |                          |                        |     |                          |                          |
|  | 26 septembre, Copenhague |                          |                        |     |                          |                          |
|  |                          |                          |                        |     |                          |                          |
|  | Jayanta Talukdar         | 110                      |                        |     |                          |                          |
|  | Jayanta Talukdar         | 110                      |                        |     |                          |                          |
|  | Romain Girouille         | 113                      |                        |     |                          |                          |
|  | Romain Girouille         | 113                      |                        |     |                          |                          |

### Classique féminin
|  | Demi-finales             | Demi-finales             |                        |     | Finale                   | Finale                   |
|  | Demi-finales             | Demi-finales             |                        |     | Finale                   | Finale                   |
|  |                          |                          |                        |     |                          |                          |
|  | 26 septembre, Copenhague | 26 septembre, Copenhague |                        |     | 26 septembre, Copenhague | 26 septembre, Copenhague |
|  | 26 septembre, Copenhague | 26 septembre, Copenhague |                        |     | 26 septembre, Copenhague | 26 septembre, Copenhague |
|  | Bérengère Schuh          | 108                      |                        |     | 26 septembre, Copenhague | 26 septembre, Copenhague |
|  | Bérengère Schuh          | 108                      |                        |     | 26 septembre, Copenhague | 26 septembre, Copenhague |
|  | Zhao Ling                | 109                      |                        |     | 26 septembre, Copenhague | 26 septembre, Copenhague |
|  | Zhao Ling                | 109                      | Zhao Ling              | 108 |                          |                          |
|  | 26 septembre, Copenhague |                          | Zhao Ling              | 108 |                          |                          |
|  |                          | Kwak Ye-ji               | 113                    |     |                          |                          |
|  | Kwak Ye-ji               | Kwak Ye-ji               | 113                    | 114 |                          |                          |
|  | Kwak Ye-ji               |                          |                        | 114 |                          |                          |
|  | Yun Ok-hee               | 111                      |                        |     |                          |                          |
|  | Yun Ok-hee               | 111                      | Match pour la 3e place |     |                          |                          |
|  |                          |                          |                        |     |                          |                          |
|  | 26 septembre, Copenhague |                          |                        |     |                          |                          |
|  |                          |                          |                        |     |                          |                          |
|  | Bérengère Schuh          | 106                      |                        |     |                          |                          |
|  | Bérengère Schuh          | 106                      |                        |     |                          |                          |
|  | Yun Ok-hee               | 111                      |                        |     |                          |                          |
|  | Yun Ok-hee               | 111                      |                        |     |                          |                          |

### Classique mixte par équipes
L'équipe de Chine composée de Xing Yu et Zhao Ling s'impose contre l'équipe locale du Danemark composée de Morten Caspersen et Carina Rosenvinge Christiansen sur le score de 145 à 138.

### Poulies masculin
|  | Demi-finales             | Demi-finales             |                        |     | Finale                   | Finale                   |
|  | Demi-finales             | Demi-finales             |                        |     | Finale                   | Finale                   |
|  |                          |                          |                        |     |                          |                          |
|  | 26 septembre, Copenhague | 26 septembre, Copenhague |                        |     | 26 septembre, Copenhague | 26 septembre, Copenhague |
|  | 26 septembre, Copenhague | 26 septembre, Copenhague |                        |     | 26 septembre, Copenhague | 26 septembre, Copenhague |
|  | Sergio Pagni             | 117                      |                        |     | 26 septembre, Copenhague | 26 septembre, Copenhague |
|  | Sergio Pagni             | 117                      |                        |     | 26 septembre, Copenhague | 26 septembre, Copenhague |
|  | Patrizio Hofer           | 112                      |                        |     | 26 septembre, Copenhague | 26 septembre, Copenhague |
|  | Patrizio Hofer           | 112                      | Sergio Pagni           | 115 |                          |                          |
|  | 26 septembre, Copenhague |                          | Sergio Pagni           | 115 |                          |                          |
|  |                          | Braden Gellenthien       | 114                    |     |                          |                          |
|  | Jorge Jimenez            | Braden Gellenthien       | 114                    | 114 |                          |                          |
|  | Jorge Jimenez            |                          |                        | 114 |                          |                          |
|  | Braden Gellenthien       | 120                      |                        |     |                          |                          |
|  | Braden Gellenthien       | 120                      | Match pour la 3e place |     |                          |                          |
|  |                          |                          |                        |     |                          |                          |
|  | 26 septembre, Copenhague |                          |                        |     |                          |                          |
|  |                          |                          |                        |     |                          |                          |
|  | Patrizio Hofer           | 118                      |                        |     |                          |                          |
|  | Patrizio Hofer           | 118                      |                        |     |                          |                          |
|  | Jorge Jimenez            | 115                      |                        |     |                          |                          |
|  | Jorge Jimenez            | 115                      |                        |     |                          |                          |

### Poulies féminin
|  | Demi-finales             | Demi-finales             |                        |     | Finale                   | Finale                   |
|  | Demi-finales             | Demi-finales             |                        |     | Finale                   | Finale                   |
|  |                          |                          |                        |     |                          |                          |
|  | 26 septembre, Copenhague | 26 septembre, Copenhague |                        |     | 26 septembre, Copenhague | 26 septembre, Copenhague |
|  | 26 septembre, Copenhague | 26 septembre, Copenhague |                        |     | 26 septembre, Copenhague | 26 septembre, Copenhague |
|  | Nicky Hunt               | 107                      |                        |     | 26 septembre, Copenhague | 26 septembre, Copenhague |
|  | Nicky Hunt               | 107                      |                        |     | 26 septembre, Copenhague | 26 septembre, Copenhague |
|  | Luzmary Guedez           | 109                      |                        |     | 26 septembre, Copenhague | 26 septembre, Copenhague |
|  | Luzmary Guedez           | 109                      | Luzmary Guedez         | 108 |                          |                          |
|  | 26 septembre, Copenhague |                          | Luzmary Guedez         | 108 |                          |                          |
|  |                          | Camilla Soemod           | 107                    |     |                          |                          |
|  | Ivana Buden              | Camilla Soemod           | 107                    | 112 |                          |                          |
|  | Ivana Buden              |                          |                        | 112 |                          |                          |
|  | Camilla Soemod           | 113                      |                        |     |                          |                          |
|  | Camilla Soemod           | 113                      | Match pour la 3e place |     |                          |                          |
|  |                          |                          |                        |     |                          |                          |
|  | 26 septembre, Copenhague |                          |                        |     |                          |                          |
|  |                          |                          |                        |     |                          |                          |
|  | Nicky Hunt               | 111                      |                        |     |                          |                          |
|  | Nicky Hunt               | 111                      |                        |     |                          |                          |
|  | Ivana Buden              | 115                      |                        |     |                          |                          |
|  | Ivana Buden              | 115                      |                        |     |                          |                          |

### Poulies mixte par équipes
L'équipe locale du Danemark composée de Martin Damsbo et Camilla Soemod s'impose contre l'équipe de l'Italie composée de Anastasia Anastasio et Sergio Pagni sur le score de 152 à 148.

### Résultats
| Arc classique |                      |                          |                        |
| Hommes        | Marco Galiazzo (ITA) | Simon Terry (GBR)        | Romain Girouille (FRA) |
| Femmes        | Kwak Ye-ji (KOR)     | Zhao Ling (CHN)          | Yun Ok-hee (KOR)       |
| Arc à poulies |                      |                          |                        |
| Hommes        | Sergio Pagni (ITA)   | Braden Gellenthien (USA) | Patrizio Hofer (SUI)   |
| Femmes        | Luzmary Guedez (VEN) | Camilla Soemod (DEN)     | Ivana Buden (CRO)      |

## Classements des nations
| Rang | Pays         | Points |
| ---- | ------------ | ------ |
| 1    | Italie       | 545    |
| 2    | Inde         | 437    |
| 3    | Corée du Sud | 372    |
| 4    | Russie       | 360    |
| 5    | France       | 343    |